# 소피아 팔레올로기나
소피아 팔레올로기나(러시아어: София Фоминична Палеолог, 1449년경 - 1503년 4월 7일)는 모스크바 대공비로서 원래 이름은 조이 팔레올로기나(그리스어: Ζωή Παλαιολογίνα)이며, 동로마 제국의 마지막 황제 콘스탄티노스 11세의 조카딸이자 이반 3세의 두 번째 아내이다.
소피아는 1453년 동로마 제국이 멸망한 이후 이탈리아로 잠시 피신했다가 1469년 교황 바오로 2세의 중재로 1472년 이반 3세와 결혼하였다. 이반 3세와의 결혼 이후에는 모스크바 대공국의 정치에 여러 차례 개입하였다. 1480년 그녀는 이반 3세에게 몽골과의 관계를 청산할 것을 주장했다고 여겨지며, 모스크바 대공국의 대공위 문제에도 개입했다.
모스크바 대공국이 동로마 제국의 후예라는 믿음이 소피아와 이반 3세의 결혼으로 더욱 강화되는 동시에, 러시아의 차르 가문이 류리크가에서 로마노프가로 넘어간 이후에도 모스크바가 제3의 로마라고 믿게 된 배경이 되었다. 한편, 이 결혼을 통해 모스크바 대공국은 비잔틴 문화를 수용하게 되었다.

## 생애
소피아 팔레올로기나는 모레아의 전제군주인 토마스 팔레올로고스의 딸이다. 1460년 오스만 제국의 술탄 메흐메트 2세가 모레아를 침략하여 정복한 후 로마로 망명하였다. 로마로 망명한 그녀는 그리스식 이름인 조이를 버리고 소피아로 개명하였다. 또한 로마에 머무는 동안 종교를 동방 정교회에서 로마 가톨릭교회로 회심하였다가 나중에 다시 동방 정교회 신자로 복귀하였다.
1469년 교황 바오로 2세는 소피아에게 로마 가톨릭교회와 동방 정교회의 일치를 위해 아내를 여읜 모스크바 대공과 혼인할 것을 중용하였다. 소피아는 큰 규모의 수행단과 함께 러시아로 들어가서 프스코프 시에서 환대를 받았다. 공식적인 환영행사에서 그녀는 몸소 자신을 환대해준 사람들에게 감사하다는 말을 전해 크게 화제가 되었다. 러시아의 대공과 소피아 공주의 혼인식은 1472년 11월 12일 모스크마 우스펜스키 대성당에서 거행되었다. 바실리오스 베사리온 추기경은 교황의 명령을 받들어 모스크바로 파견되었지만, 자신에게 부여된 임무를 성공하지 못하였다.
여러 해를 거쳐 소피아는 남편인 이반 3세가 의사결정을 할 때에 큰 영향력을 행사하게 되었다. 그녀는 곧잘 통찰력이 있는 인물로 묘사되었으며, 이반 3세가 그녀에게 전적으로 의지한다는 말까지 돌 정도였다. 소피아는 이반 3세에게 몽골에게 조공을 바치는 굴욕적인 외교를 청산할 것을 요청하였는데, 결국 그녀의 요청을 받아들여 1480년 몽골에 대한 조공을 바치는 것을 금지하였다. 또한 소피아는 화려했던 과거 비잔티움 제국의 의식과 궁정예법 등을 크레믈린 궁정에 도입하였으며, 모스크바를 ‘제3의 로마’라고 부르는 것을 좋아라하였다.
소피아는 당시 러시아의 다른 귀족들과 왕실 여성들을 따라 가정생활에만 충실한 전통적인 러시아식 관례를 따를 의사가 없었던 것으로 보인다. 이는 그녀가 서유럽의 왕비들처럼 유럽에서 온 방문사절단을 환영하는 행사를 주관했던 것을 보면 알 수 있다. 소피아는 임종 직전에 남편에게 마지막 소원으로 손자인 드미트리 대신 아들인 바실리에게 대공위를 물려줄 것을 청원하였다. 소피아에게는 바실리 3세 외에도 스타리스타의 안드레이라는 아들도 낳았는데, 그의 마지막 후손인 스타리스타의 마리아는 리보니아의 왕 마그누스와 혼인하였으며, 1610년에 사망하였다.